# Phương ngữ Boholano
Phương ngữ Boholano (tiếng Cebuano: Binol-anon) là một biến thể của tiếng Cebuano được nói tại tỉnh Bohol của Philippines và phần phía đông của tỉnh Nam Leyte. Có khi phương ngữ này được phân loại là một ngôn ngữ riêng biệt. Phương ngữ Boholano, đặc biệt là ở vùng trung tâm củ đảo Bohol có thể phân biệt với các biến thể tiếng Cebuano khác nhau do một số âm bị biến đổi
- Bán nguyên âm "y" được phát âm là [dʒ]: iya đọc là [iˈdʒa]
- Ako dược phát âm giống như [aˈho]
- Nguyên âm "l" thỉnh thoảng được phát âm là [w] khi đứng sau u hay o: kulang được đọc là [ˈkuwaŋ] (tương tự như phương ngữ ở Thành phố Cebu)

Phương ngữ Boholano ở phía tây của Bohol hầu như không thể phân biệt được với các phương ngữ gần thành phố Cebu.